# Communauté de communes du Porhoët
Pour les articles homonymes, voir Porhoët (homonymie).
La communauté de Communes du Porhoët est une ancienne communauté de communes française, située dans le département du Morbihan, en région Bretagne.

## Composition
La communauté de communes de Porhoët regroupait 6 communes du Pays de Ploërmel-Cœur de Bretagne :
| Nom                            | Code Insee | Gentilé     | Superficie (km2) | Population (dernière pop. légale) | Densité (hab./km2) |
| ------------------------------ | ---------- | ----------- | ---------------- | --------------------------------- | ------------------ |
| La Trinité-Porhoët (siège)     | 56257      | Trinitais   | 12,70            | 686 (2014)                        | 54                 |
| Évriguet                       | 56056      | Évriguetois | 4,98             | 169 (2014)                        | 34                 |
| Guilliers                      | 56080      | Guilliérois | 35,14            | 1 394 (2014)                      | 40                 |
| Ménéac                         | 56129      | Ménéacois   | 68,22            | 1 572 (2014)                      | 23                 |
| Mohon                          | 56134      | Mohonnais   | 37,83            | 1 010 (2014)                      | 27                 |
| Saint-Malo-des-Trois-Fontaines | 56227      | Malouins    | 16,19            | 549 (2014)                        | 34                 |